# 海科·沙法茨克
海科·沙法茨克（德語：Heiko Schaffartzik，1984年1月3日—），德國籃球運動員，現在效力於德國籃球聯賽球隊拜仁慕尼黑籃球俱樂部。他也代表德國國家籃球隊參賽。